# Plasa Câmpia Turzii, județul Turda
Plasa Turda (1918 - 1925), ulterior Plasa Câmpia Turzii (1925 - 1950), a fost o unitate administrativă de ordin doi din cadrul județului Turda, cu reședința în orașul Turda. În anul 1925, sediul de plasă a fost mutat în nou-înființata localitate Câmpia Turzii.

## Descriere
Plasa Turda a funcționat între anii 1918-1925. Prin legea pentru unificarea administrativă din 24 iunie 1925 (promulgată prin Decretul Regal nr.1972 / 13 iunie 1925) plasa Turda a fost redenumită Plasa Câmpia Turzii, care a funcționat până în anul 1950. Prin Legea nr. 5 din 6 septembrie 1950 au fost desființate județele și plășile din țară, înlocuite cu regiuni și raioane organizate după model sovietic.
În Plasa Turda, respectiv în Plasa Câmpia Turzii, au fost înglobate următoarele localități (cu denumirile de atunci): 
Agârbiciu, Bagiu, Banabic, Beiul de Câmpie, Ceanul Deșert, Ceanul Mare, Chiend, Ciurila, Coc, Comițig, Copand, Cornești, Cristiș, Ghiriș-Arieș, Ghiriș-Sâncraiu, Indol, Micuș, Mischiu, Petridul de Jos, Petridul de Mijloc, Petridul de Sus, Poiana de Arieș, Pusta Sâncraiu sau Sâncraiu Deșert, Sălicea, Săliște, Sând, Sâniacob, Sânmartinul Deșert, Sânmihaiul de Jos, Sânmihaiul de Sus, Silvașul Unguresc, Tritul de Jos, Tritul de Sus, Tur, Urca.

## Sediul preturii plășii

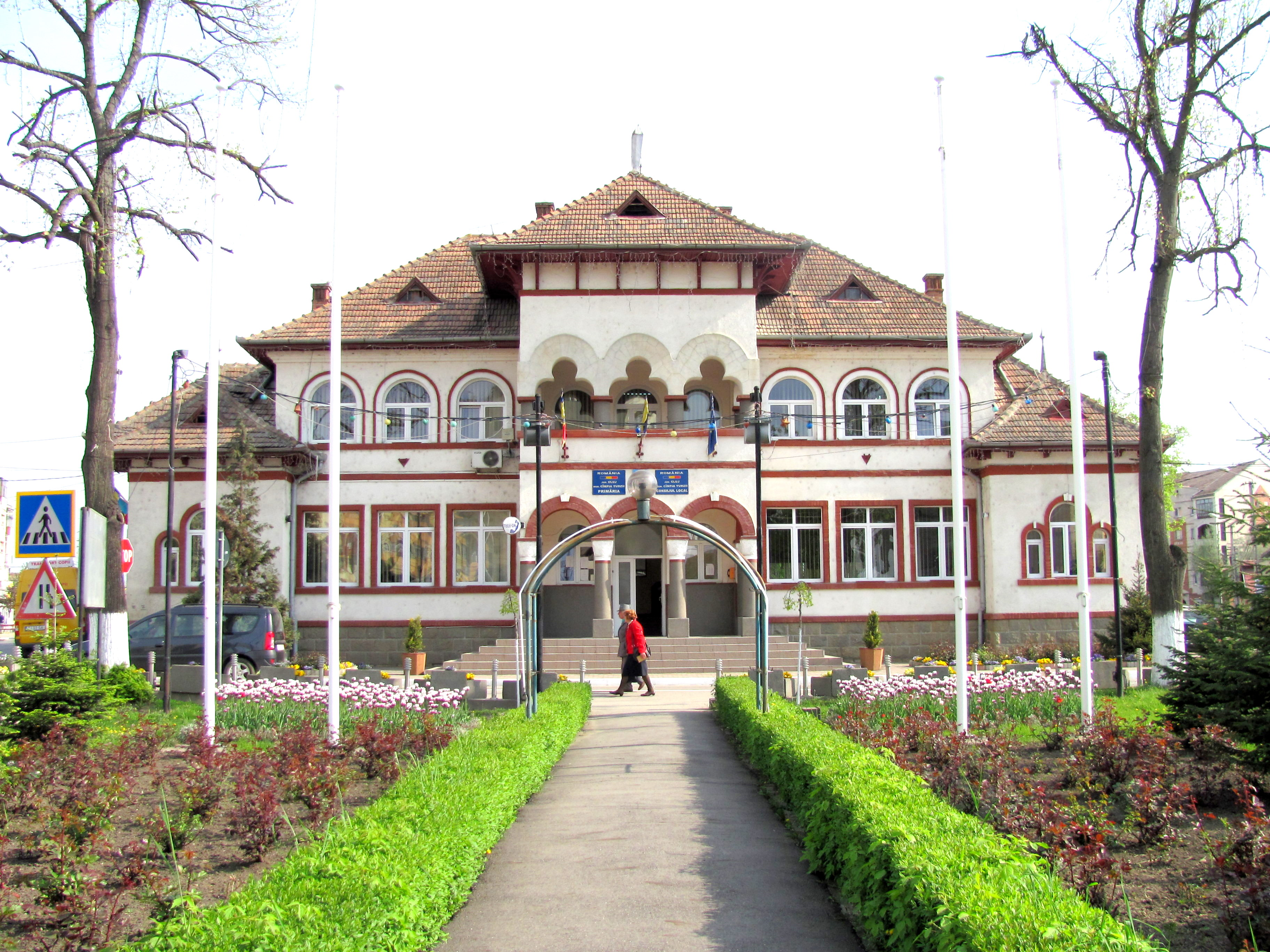
Sediul preturii plășii Câmpia Turzii (azi sediul primăriei localității)

Între anii 1925-1943, pretura plășii Câmpia Turzii a funcționat provizoriu în diferite case închiriate de la localnici. La inițiativa prim-pretorului de atunci, Dumitru Barbu, în anul 1943 s-a construit un sediu al preturii, care a funcționat până în 1950, după care a devenit sediul primăriei Câmpia Turzii (str. Laminoriștilor nr.2). Clădirea a fost construită în stil arhitectonic românesc brâncovenesc.

## Demografie
La recensământul din 1930 au fost înregistrați 32.252 locuitori, dintre care (din punct de vedere etnic) 20.789 români (64,5%), 9.351 maghiari (29,0%), țigani 1.577 (4,9%), 354 evrei (1,1%) ș.a.
Sub aspect confesional populația era alcătuită din 17.046 greco-catolici (52,9%), 8.865 reformați (27,5%), 4.344 ortodocși (13,5%), 1.287 romano-catolici (4,0%), 355 mozaici (1,1%) ș.a.
După rezultatele provizorii ale recensământului din 1930, județul Turda număra 181.953 locuitori. Distribuția pe orașe și plăși era următoarea:
| Unitate administrativă  | Locuitori | Bărbați | Femei  |
| ----------------------- | --------- | ------- | ------ |
| Orașul Turda            | 20.057    | 9.882   | 10.175 |
| Total rural             | 161.896   | 80.295  | 81.601 |
| 1. Plasa Baia de Aries  | 15.162    | 7.493   | 7.669  |
| 2. Plasa Câmpeni        | 35.986    | 17.990  | 17.996 |
| 3. Plasa Câmpia Turzii  | 31.883    | 15.707  | 16.176 |
| 4. Plasa Iara           | 16.996    | 8.462   | 8.424  |
| 5. Plasa Luduș          | 33.230    | 16.486  | 16.744 |
| 6. Plasa Mihai Viteazul | 28.749    | 14.157  | 14.592 |

### Plăși
- Orașul Turda - populație	20.057

1. Plasa Baia de Arieș, populație 15.162, reședință Baia de Arieș,
2. Plasa Câmpeni, populație 35.986, reședință Câmpeni, azi în județul Alba,
3. Plasa Câmpia Turzii, populație 31.883, reședință Câmpia Turzii,
4. Plasa Iara, populație 16.996, reședință Iara, azi în județul Cluj,
5. Plasa Luduș, populație 33.230, reședință Luduș,
6. Plasa Mihai Viteazul, populație 28.749
7. Plasa Unirea a fost ulterior constituită prin reorganizarea teritorială a celor trei plăși din estul județului, Mihai Viteazul, Câmpia Turzii și Luduș

## Materiale documentare

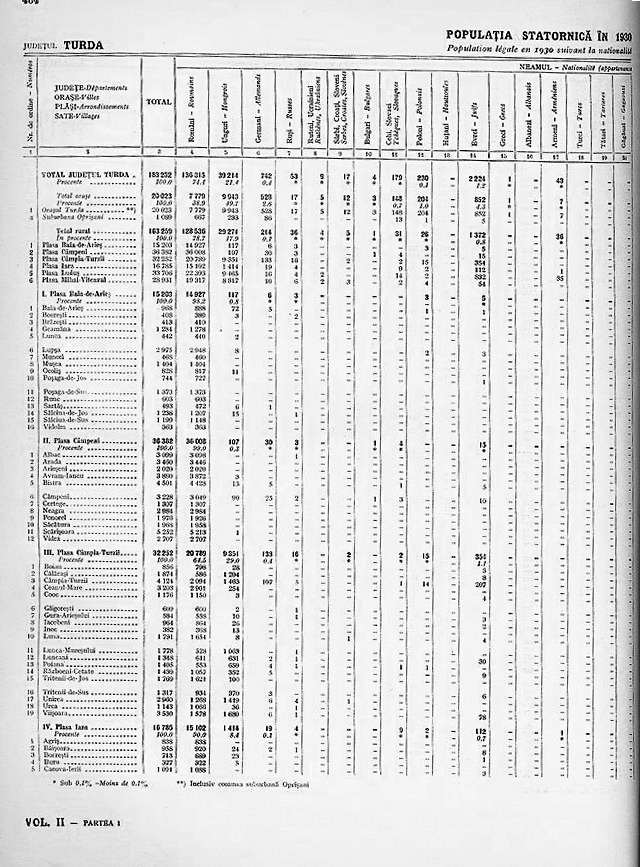
Datele aferente plășii Câmpia Turzii la recensământul din 1930 (Etnii - partea I)
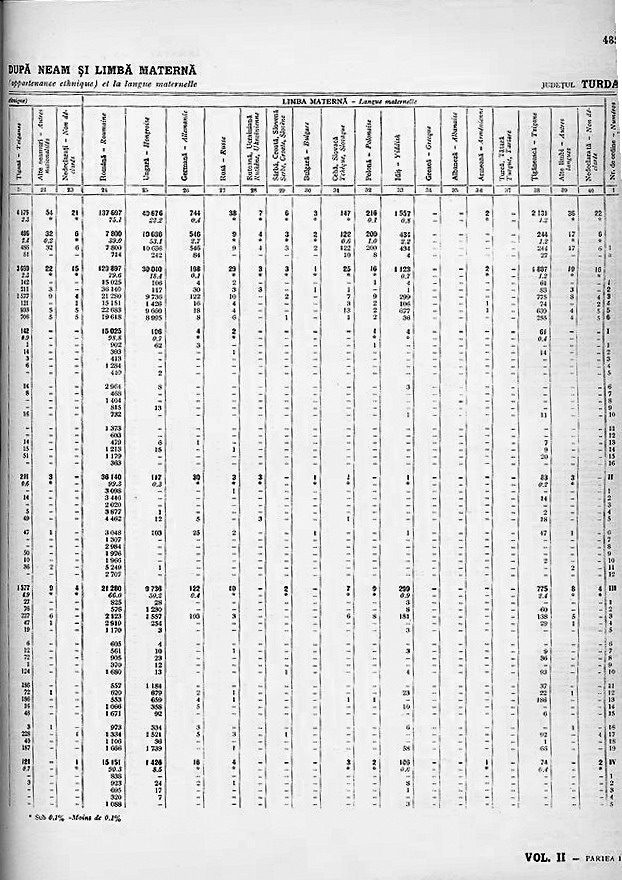
Datele aferente plășii Câmpia Turzii la recensământul din 1930 (Etnii - partea II)
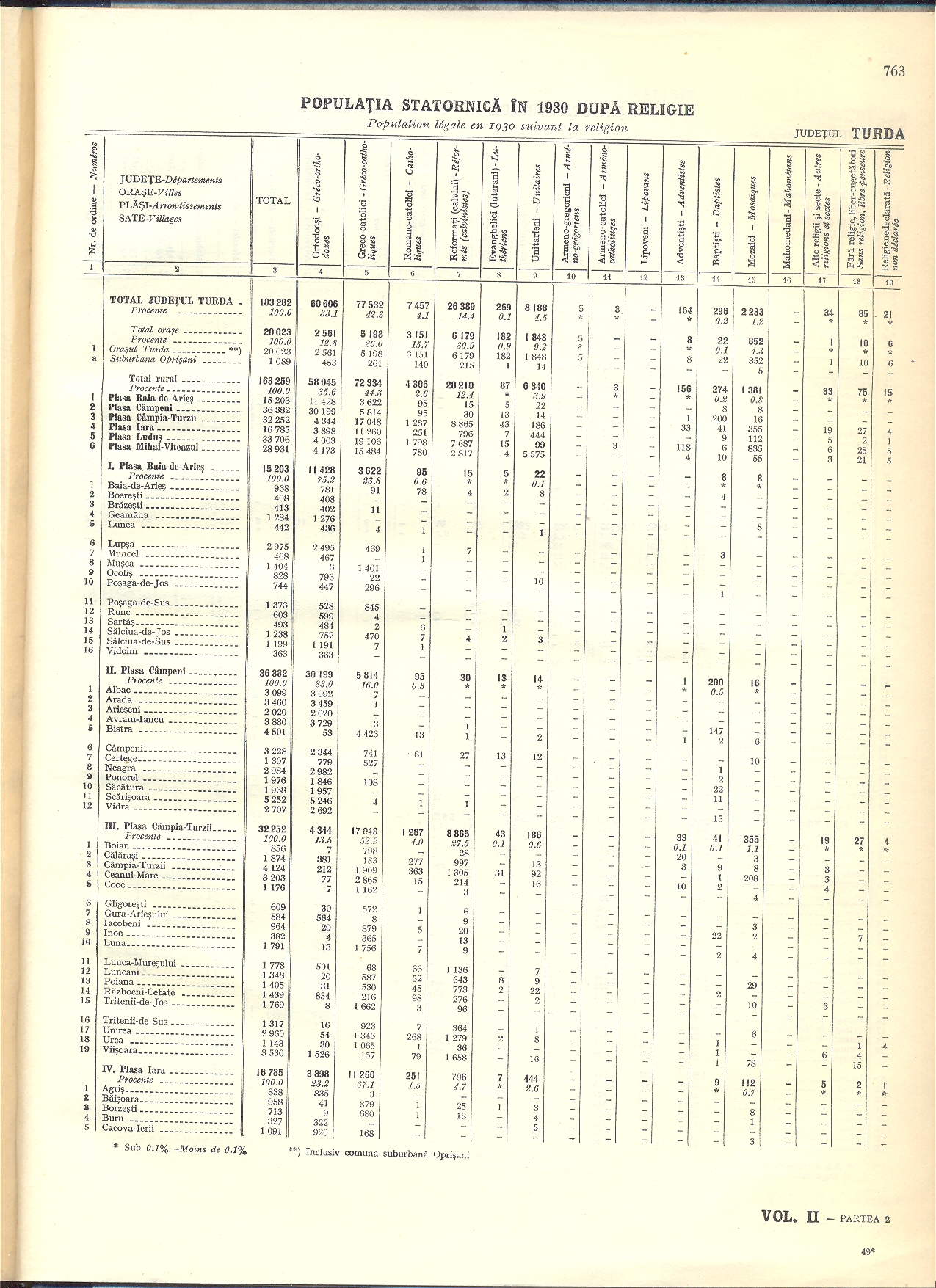
Datele aferente plășii Câmpia Turzii la recensământul din 1930 (Confesiuni)